# Kabilasi (Sarlahi)
Kabilasi (nep. कबिलासी) – gaun wikas samiti w środkowej części Nepalu w strefie Dźanakpur w dystrykcie Sarlahi. Według nepalskiego spisu powszechnego z 2001 roku liczył on 1622 gospodarstw domowych i 9542 mieszkańców (4541 kobiet i 5001 mężczyzn).